# Janneke Ronse
Janneke Ronse (1982) is een Belgisch verpleegkundige. Ze is sinds 2017 voorzitter van Geneeskunde voor het Volk (GHVH).
Ronse studeerde in 2008 af aan de Universiteit Gent en begon in datzelfde jaar als verpleegkundige bij GVHV. Ze werd er verantwoordelijke multidisciplinaire samenwerking alvorens Riet Verspreet in 2017 op te volgen als voorzitter.
Voor de Partij van de Arbeid (PVDA), waaraan GVHV gelieerd is, kwam ze op in de Vlaamse verkiezingen 2014 en bij de Europese verkiezingen 2019. Bij de Europese verkiezingen van 9 juni 2024 staat Ronse op de 2e plaats in het Nederlands kiescollege, na Rudi Kennes.
Janneke Ronse is de dochter van Pol Ronse en Lydie Neufcourt, voormalig nationaal secretaris van de PVDA.